# ちょこっとバス

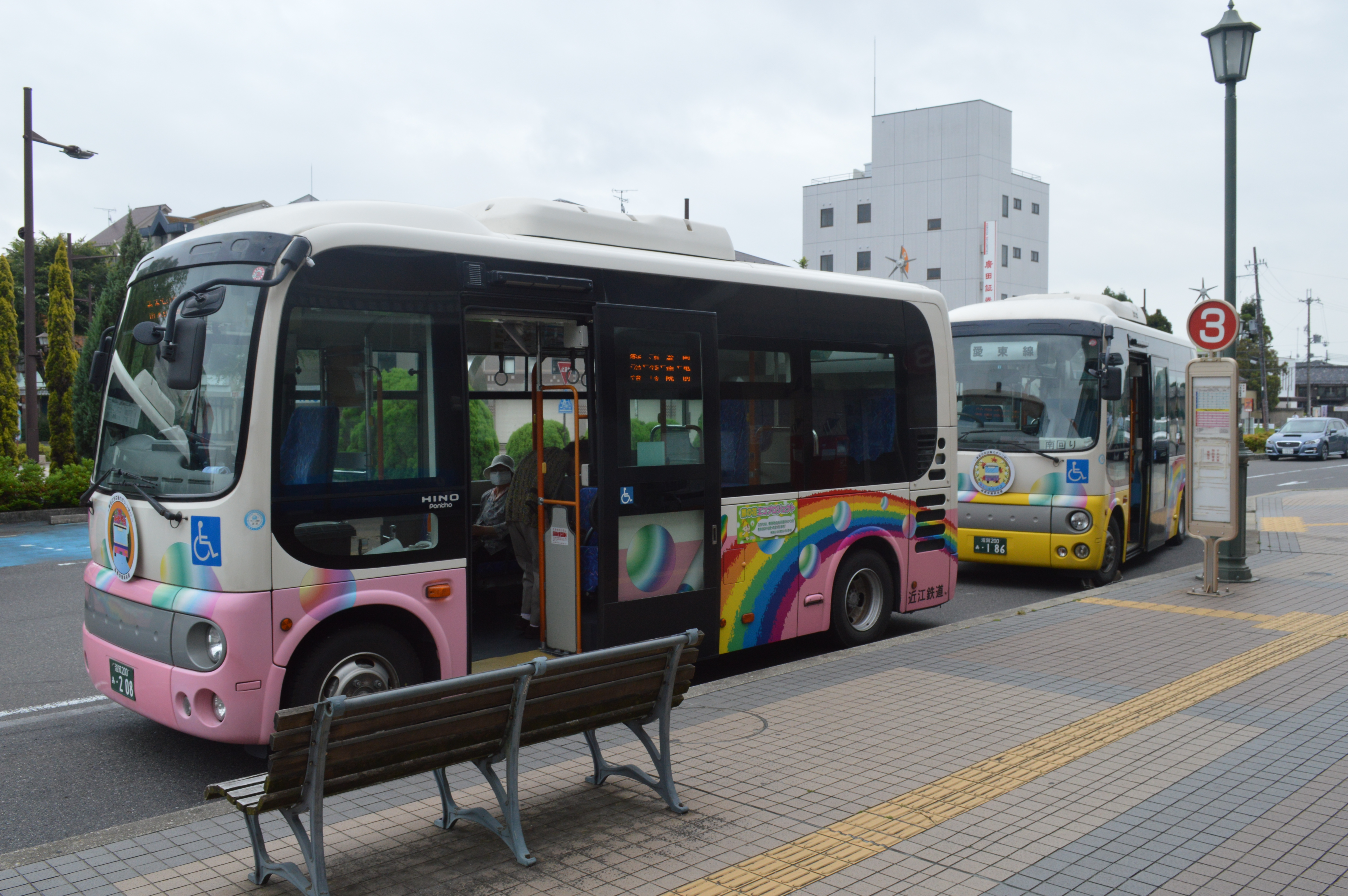
ちょこっとバスに使用する車両
（2016年、「八日市駅」停留所）

ちょこっとバスは、滋賀県東近江市で運行されているコミュニティバスの愛称。近江鉄道バスと永源寺タクシーが受託している。ここではちょこっとタクシーについても解説する。

## 概要
東近江市内を運行するコミュニティバスの愛称であり、旧市町のバス事業を引き継いでそれを統合・再編したバス路線を「ちょこっとバス」、タクシー路線を「ちょこっとタクシー」と呼ぶ。2009年（平成21年）にバス車内で廃食油の回収活動を開始したが、これは滋賀県内初の試みであった（※同活動は現在も継続中）。

## 歴史

### 年表
- 2004年（平成16年） - 旧八日市市のコミュニティバスとして運行を開始。
- 2005年（平成17年）2月11日 - 市町村合併により東近江市が発足したが、旧市町のバス事業（後述）はほぼそのまま引き継がれた。
- 2007年（平成19年）
  - 4月 - 旧市町のバス事業をちょこっとバスに統合し、路線を再編（※利用者の少ない路線は乗合タクシー「ちょこっとタクシー」に切り替え[2]）。
  - 10月 - 実証実験を開始[3]。
- 2009年（平成21年）9月1日 - 「菜の花プロジェクト」の一環として、バス車内で廃食油の回収活動を開始（滋賀県内初の試み）。
- 2012年（平成24年）4月 - 正式運行に移行。
- 2021年（令和3年）3月27日 - ちょこっとバスの路線に対し、交通系ICカード全国相互利用サービスを導入[4][5]。
- 2022年（令和4年）4月1日 - 市街地循環線の運行を開始[6]。

### 旧市町のバス事業
2007年に「ちょこっとバス」へ統合する前に運行していた路線の情報は下記の通り。なお、カッコ内は当時の路線本数である。
- 八日市市 - ちょこっとバス（4路線）[2]
- 湖東町 - 湖東線（2路線）とプラチナバス（福祉バス：3路線）[7]
- 愛東町 - 愛東循環線（2路線）[7]
- 五個荘町 - 五個荘町循環バス（3路線）[7]
- 永源寺町 - 永源寺町営バス（3路線）[7]

## 運賃制度
「ちょこっとバス」・「ちょこっとタクシー」ともに共通。なお、ちょこっとバスではICOCAなどの交通系ICカードを使用することができる（先述）。
運賃
- 大人200円、小人（小学生）100円。

※全区間共通。障がい者は半額、未就学児（幼児・乳児）は無料。
回数券
- 一般2,500円（200円券 15枚綴り）
- 学生2,000円（200円券 15枚綴り）
- 子供1,000円（100円券 15枚綴り）

※バス・タクシー車内・近江トラベル八日市支店・各地区まちづくり協議会などで販売。
1日乗車券
- 大人500円、小人（小学生）250円。

※障がい者は半額。バス・タクシー車内・近江トラベル八日市支店・各地区まちづくり協議会などで販売。
定期券
- 「1か月用」・「3か月用」・「6か月用」の3種を扱う。こちらも、「一般」・「学生」・「子供」で区分する。

※近江トラベル八日市支店・各地区まちづくり協議会（湖東を除く）などで販売。
乗継制度（乗継割引）
下記の各停留所で乗り継ぎを行う場合は、降車の際にその旨を乗務員に告げると乗り継ぎ整理券（※乗り継ぎ先で使用することができる割引乗車券）が発行される。しかし、「乗り継ぎ整理券」を発行した路線で使用することはできない。
1. 八日市駅
2. 東近江総合医療センター
3. ハートピア
4. 永源寺支所
5. 永源寺図書館
6. 愛東支所・診療所
7. 湖東支所
8. 槌の宮・平和堂
9. 小田苅
10. 小田苅中央
11. 下岸本

## 路線
「バス路線」と「タクシー路線」に分けて解説する。なお、お盆（8月13日 - 8月16日）と年末（12月29日 - 12月31日）は土曜・日曜・祝日ダイヤで運行し、正月三が日は全路線の全便が運休する。

### バス路線
下記の各路線を運行するが、カッコで記載した停留所を経由しない便がある。なお、各路線ごとの運行本数に関する案内は省略する。

#### 八日市駅発着

##### 市原線
- 八日市駅 - 八日市高校 - 市役所 - （川合寺 - ）駒寺 - 中小路 - （東近江総合医療センター - ）豊道 - 大森 - 瓜生津 - 新出口 - 新出 - 市原小学校前 - 高木 - 上二俣 - （池之脇 - 永源寺図書館 - ）永源寺支所

1系統：「中小路」という停留所は御園線（近江鉄道バス）と同名であるが、位置は異なる。

##### 愛東線
- 八日市駅 → 八日市高校 → 市役所 → 関電前 → 野村 → 御河辺神社前 → 小神田 → 上岸本 → 妹 → 妹北口 → マーガレットステーション → 愛東支所・診療所 → 上中野 → 読合堂 → 近江温泉病院 → 百済寺町 → 百済寺本坊前 → 愛東北小前 → 上中野 → （往路と同じ） → 八日市駅
- 八日市駅 → 八日市高校 → 市役所 → 関電前 → 野村 → 御河辺神社前 → 小神田北 → 下岸本 → 梅林 → 大萩 → 池之尻 → マーガレットステーション → 愛東支所・診療所 → 上中野 → 愛東北小前 → 大覚寺 → 愛東外町 → 小倉 → 妹北口 → 愛東支所・診療所 → （往路と同じ） → 八日市駅
- 八日市駅 - 八日市高校（ ← 西友前 ← 東本町・敬愛病院前 ← 八日市営業所前） - 市役所 - （関電前 → ）野村 - 御河辺神社前 - 上岸本 - （妹 - ）（梅林 → 大萩 → 池之尻 → 上中野 → ）（ ← 妹北口）（マーガレットステーション - ）愛東支所・診療所

2系統：近江温泉病院経由は「北回り循環」、大覚寺・妹北口（または妹北口・大覚寺）経由は「南回り循環」と呼ばれる。なお、愛東支所・診療所を発着する路線には愛称は制定されていない。

##### 湖東線
- 八日市駅 → 八日市高校 → 市役所 → 堺 → 南町 → 北町 → 滋賀学園・河辺の森前 → すこやかの杜口 → 小田苅 → 下岸本 → 診療所前 → 湖東支所 → 探検の殿堂・味咲館 → 湖東ひばり幼稚園前 → 今在家口 → 湖東記念病院 → 僧坊 → 中里 → ひばり公園 → 湖東支所 → （往路と同じ） → 八日市駅

3系統：湖東町へ向かう路線である。なお、この路線は循環系統として運行するが、その路線は「右回り」しか設定されていない。

##### 沖野玉緒線
- 八日市駅 - 八日市高校 - 西友前 - 東本町・敬愛病院前 - 八日市営業所前 - 東沖野一丁目 - 沖野 - 聖徳 - ハートピア - 芝原 - 下二俣 - 玉緒駐在所 - 新大森団地 - 宝積 - 東近江総合医療センター

4系統：沖野通り（市道）と滋賀県道170号高木八日市線を経由する。「沖野」停留所は御園線（近江鉄道バス）と同名であるが、位置は異なる。

##### 南部御園線
- 八日市駅 - 八日市高校 - 市役所 - 関電前 - 大凧会館前 - 敬愛病院 - 八日市営業所前 - 八日市南高校 - 生長の家前 - 葵町 - 玉園中学校前 - 妙法寺・中村医院前 - 東近江総合医療センター - わかたけ公園 - 岡田 - 今代 - 如来東 - 瓜生津 - 土器

5系統：［東近江総合医療センター - 如来東］間は滋賀県道328号五個荘八日市線回りで運行するが、区間内に御園線（近江鉄道バス）と同名の停留所が2つ混在する。

##### 市街地循環線
- 八日市駅 - 八日市北小前 - 南眼科医院前 - つちだ内科医院前 - 市役所 - 西友前 - 東本町・敬愛病院前 - 八日市営業所前 - 東沖野一丁目 - 生長の家前 - ひばり丘団地 - マックスバリュ東近江店 - 図書館・江州音頭会館前 - 八日市駅

6系統：［→］は右回り、［←］は左回り（※この路線は「右回り」と「左回り」が交互に運行される）。

##### 市辺上平木線
- 八日市駅 ← 図書館・江州音頭前 ← 文芸会館・青葉メディカル前 ← ハートピア ← 今堀 ← 蛇溝 ←市辺 ← 野口 ← あかね幼児園 ← 三津屋 ← 平田駅前 ← 柏木 ← 平田コミュニティセンター ← 野端 ← 下羽田 ← 上平木 ← 鳴谷

系統番号なし：朝1便のみ運行。ただし、土曜・日曜・祝日は運休。

#### 永源寺支所発着
「市原線」は八日市駅発着を参照。

##### 政所線
- 永源寺支所 - （診療所前 - 山上 - 山上小学校前 - 紅葉橋北 - 永源寺駐在所 - 永源寺前 - ）永源寺車庫 - 相谷 - 永源寺ダム - 萱尾 - 如来堂 - 蓼畑 - 奥永源寺渓流の里 - 杠葉尾 - 黄和田 - 政所 - 君ヶ畑

系統番号なし：永源寺地区の北部をゆく路線。夕方以降の一部便はデマンド運行。

##### 甲津畑線
- 永源寺支所 - 診療所前 - 山上小学校前 - 山上東口 - 山上 - 山上新田口 - 山上新田 - 永源寺図書館 - 和南 - 和南新田 - 甲津畑口 - 甲津畑

系統番号なし：永源寺地区の南部をゆく路線。「山上新田」停留所付近にはかかしアートがある。

#### 能登川病院発着

##### 大中線（バス）
- 能登川病院 - 能登川駅東口 - 能登川駅西口（ ← 水谷整形外科1） - （水谷整形外科2 → ）能登川支所 - 能登川グラウンド前 - 図書館・能登川アリーナ前 - （山路 - 伊庭 - 伊庭西 - ）山路西 - 乙女浜 - 福堂東 - 福堂 - 能登川北小前 - 宮前 - 栗見出在家 - 栗見新田 - 大中

※バスは平日のみ運行（予約不要）。土曜・日曜・祝日はデマンドタクシー（要予約。詳細は後述）に変更。大中始発で運行する便のうち、朝の1便は「山路」・「伊庭」・「伊庭西」の各停留所を通過する。

### タクシー路線
東近江市では予約制乗合タクシーとして「ちょこっとタクシー」も運行している。なお、タクシー路線の運行は近江タクシーと永源寺タクシー（甲津畑線）と滋賀第一交通（旧滋賀京阪タクシー）の3社が受託する。
ここでは、「路線運行」と「エリア運行」に分類して解説する。なお、各路線ごとの運行本数に関する案内は省略する。

#### 路線運行
バス路線と同様に停留所間をなぞって運行する。

##### 平田線
- 八日市駅 - ハピネス前 - ハートピア - 今堀 - 布引台 - 長谷野 - 東近江市総合運動公園 - 大学前 - 六ッ木（ ← 八日市西小前） - 羽田南 - 羽田西 - （ ← 平田コミュニティセンター） - 中羽田 - 上羽田平石

※上羽田平石発は「八日市西小前」（朝1便のみ）または「平田コミュニティセンター」（それ以外の全便）を経由する。なお、八日市駅発はこの両停留所を通過する。

##### 市辺線
- 八日市駅 - ハピネス前 - ハートピア - 蛇溝 - 東市辺 - 市辺 - 市辺コミュニティセンター - 糠塚 - 野口町自治会館 - 野口 - あかね幼児園 - 三津屋  - 平田コミュニティセンター - 野端 - 下羽田 - 上平木 - 鳴谷

※市辺上平木線（バス）の補完路線として運行される。

##### 大中線（タクシー）
- 能登川病院 - 能登川駅東口 - 能登川駅西口（ ← 水谷整形外科1） - （水谷整形外科2 → ）能登川支所 - 能登川グラウンド前 - 図書館・能登川アリーナ前 - 山路 - 伊庭 - 伊庭西 - 山路西 - 乙女浜 - 福堂東 - 福堂 - 能登川北小前 - 宮前 - 栗見出在家 - 栗見新田 - 大中

※バス（前述）と同じ区間を運行する。土曜・日曜・祝日のみ運行。

##### ドリーム城東線
- ドリームハイツ集会所 - 今団地 - 金岡医院前 - 能登川プール - 能登川駅東口 - 能登川病院 - 能登川駅西口（ ← 水谷整形外科１） - （水谷整形外科２ → ）能登川支所 - （図書館・能登川アリーナ前 - ）山路 - 猪子 - 伊庭 - 城東東

※朝の2往復は「能登川グラウンド前」と「図書館・能登川アリーナ前」を通過する。

##### 神郷線
- 神郷 - 佐生 - 神郷団地 - 新種（） - 金岡医院前 - 能登川病院 -  能登川駅東口 - 能登川病院 - 能登川駅西口（ ← 水谷整形外科１） - （水谷整形外科２ → ）能登川支所 - （図書館・能登川アリーナ前 - ） - 猪子 - 愛宕神社

※朝の2往復は「能登川グラウンド前」と「図書館・能登川アリーナ前」を通過する。

##### 新宮須田線
- やわらぎの郷公園 - 安楽寺 - 能登川病院 -  能登川駅東口 - 能登川病院 - 能登川駅西口（ ← 水谷整形外科１） - （水谷整形外科２ → ）能登川支所 - （図書館・能登川アリーナ前 - ） - 躰光寺 - 尾芼台（） - 川南 - 新宮西

※朝の2往復は「能登川グラウンド前」と「図書館・能登川アリーナ前」を通過する。

#### エリア運行
予約があったバス停間を最短距離で運行するが、予約が重なった場合は近いほうの停留所を先に経由する。なお、下記の経路は運行例として記載した。

##### 小脇・建部エリア
- 八日市駅 - ハピネス前、中野コミュニティセンター、小今、あかね尞、緑ヶ丘、太郎坊[注 5]、太郎坊宮前駅、新八日市駅、山の神、瓦屋寺、ウェルネス、大塚、弘誓寺前 方面[11]

##### 愛東・湖東エリア
- 愛東支所・診療所 - 槌の宮・平和堂、小田苅中央、安楽寺、愛東外町、百済寺本坊前、南清水、平成の杜、歴史民俗資料館、勝堂、湖東支所 方面と東近江総合医療センター[注 6][12]

##### 五個荘エリア
- 五箇荘駅 - 五個荘支所、近江商人屋敷前、ぷらざ三方よし、観音寺口、石馬寺、七里、日吉、河曲地蔵前、簗瀬団地、出町、資料館前、観峰館前、奥、神崎中央病院、伊野部 方面[13]

##### 蒲生エリア
- 桜川駅 - 蒲生支所、蒲生医療センター、上本郷、京セラ前駅、稲垂、横山、葛巻、鈴、長峰口、長峰南、鋳物師新田、朝日大塚駅、東大塚、ガリ版伝承館、朝日野駅、石塔寺 方面[14]

## 主な取り組み

### 菜の花プロジェクト
- 東近江市では廃食油を精製してバイオディーゼル燃料に再生する「菜の花プロジェクト」を推進しており、ちょこっとバスの一部でも軽油にバイオディーゼル燃料を混合して運行する[2]。

### 利用促進策
- ちょこっとバスのオリジナルチョロQの発売や、ブログの開設、バス車内に市民の絵画・俳句作品などを展示する「ちょこっとバス美術館」、マスコットキャラクター「ポンチョくん」[15]のお面やペーパークラフトの無料配布、テーマソング「虹色の町をかけぬけよう」（作詞・作曲：安堂ヒロヤ）とそれに合わせた「ちょこっとダンス」[16]の製作などが行われた[2]。